# Radegast Patera
La Radegast Patera è una struttura geologica della superficie di Io.